# Prix Salem
Le prix Salem a été fondé par la veuve du mathématicien grec Raphaël Salem (1898-1963). Depuis 1968, il récompense tous les ans, un ou des mathématiciens, s'étant illustrés dans les domaines étudiés par Salem, et particulièrement les travaux liés aux séries de Fourier. En 1990 les lauréats recevaient 5 000 francs français.

## Lauréats
- 1968 : Nicholas Varopoulos
- 1969 : Richard Allen Hunt
- 1970 : Yves Meyer
- 1971 : Charles Fefferman
- 1972 : Thomas Körner
- 1973 : Evgenii Nikishin
- 1974 : Hugh Montgomery
- 1975 : William Beckner (en)
- 1976 : Michaël Herman
- 1977 : Sergei Bočkarev (de)
- 1978 : Björn Dahlberg (de)
- 1979 : Gilles Pisier
- 1980 : Stylianos Pichorides (de)
- 1981 : Peter W. Jones
- 1982 : Alexei B. Aleksandrov (de)
- 1983 : Jean Bourgain
- 1984 : Carlos Kenig
- 1985 : Thomas Wolff
- 1986 : Nikolai G. Makarov
- 1987 : Guy David et Jean-Lin Journé
- 1988 : Alexander Volberg et Jean-Christophe Yoccoz
- 1989 : Pas de prix remis cette année-là
- 1990 : Sergueï Koniaguine
- 1991 : Curtis T. McMullen
- 1992 : Mitsuhiro Shishikura (en)
- 1993 : Sergei Treil (de)
- 1994 : Kari Astala
- 1995 : Håkan Eliasson
- 1996 : Michael Lacey et Christoph Thiele
- 1997 : Pas de prix remis cette année-là
- 1998 : Trevor Wooley
- 1999 : Fedor Nazarov
- 2000 : Terence Tao
- 2001 : Oded Schramm et Stanislav Smirnov
- 2002 : Xavier Tolsa
- 2003 : Elon Lindenstrauss et Kannan Soundararajan
- 2004 : Pas de prix remis cette année-là
- 2005 : Ben Green
- 2006 : Artur Ávila et Stefanie Petermichl
- 2007 : Akshay Venkatesh[2]
- 2008 : Assaf Naor et Boáz Klartag
- 2009 : Pas de prix remis cette année-là
- 2010 : Nalini Anantharaman
- 2011 : Dapeng Zhan (de) et Julien Dubedat (de)[3]
- 2012 : Pas de prix remis cette année-là
- 2013 : Larry Guth[4]
- 2014 : Dmitry Chelkak (de)[5]
- 2015 : Pas de prix remis cette année-là
- 2016 : Maryna Viazovska[6],[7]
- 2017 : Pas de prix remis cette année-là
- 2018 : Alexandre Andreïevitch Logounov[8]
- 2023 : Sarah Peluse et Julian Sahasrabudhe[9]
- 2024 : Miguel Walsh et Yilin Wang[10]